# Аннеліза Кольманн
Аннеліза Кольманн (нім. Anneliese Kohlmann; 1 березня 1921, Гамбург — 17 вересня 1977, Берлін) — наглядачка концентраційних таборів Ноєнгамме і Берген-Бельзен, нацистська військова злочинниця.

## Біографія
Аннеліза Кольманн народилася 1 березня 1921 року в Гамбурзі, в сім'ї масонів Маргрет і Георга Кольманн. 1 квітня 1940 року його стала членом НСДАП й до листопада 1944 року працювала водієм трамвая. 4 листопада 1944 року Кольманн вступила в свиту СС і була призначена наглядачем в одну з філій концтабору Ноєнгамме на півночі Німеччини. У березні 1945 року вона була переведена в табір Гамбург-Тіфштак.
Після звільнення табору Союзниками Кольманн спробувала втекти, переодягнувшись в чоловічий одяг в'язня, але була упізнана вцілілими в'язнями і заарештована. Разом з іншими жінками-наглядачками вона брала участь у похованні загиблих в'язнів в якості покарання. До суду Аннеліза була поміщена у в'язницю німецького міста Целле. На суді в Люнебурзі у справі Берген-Бельзена Аннеліза Кольманн була визнана винною в жорстокому поводженні з в'язнями і в сексуальній експлуатації молодих жінок. Свідки описували, що Кольманн неодноразово забивала в'язнів ногами по обличчю до втрати свідомості. Також свідками був описаний випадок, коли Кольманн покарала як мінімум одну жінку 30 ударами батогом за вкрадений шматок хліба. При винесенні вироку суд врахував факт, що Кольманн не вбила нікого з в'язнів за час служби. Їй було призначено покарання у вигляді позбавлення волі строком на 2 роки. Відбувши свій термін у в'язниці Гамбурга, в 1965 році Аннеліза Кольманн переїхала до Західного Берліна, де померла 17 вересня 1977 року в віці 56 років. Про її життя з моменту звільнення і аж до смерті нічого невідомо.

## У популярній культурі
Кольманн є однією з головних героїв драматичної п'єси «Під шкірою» ізраїльського драматурга Йонатана Кальдерона. У п'єсі зображений лесбійський любовний роман між наглядачкою Аннелізою Кольманн і однією з її жіночих єврейських в'язнів, балериною Шарлоттою Рознер.

## Галерея

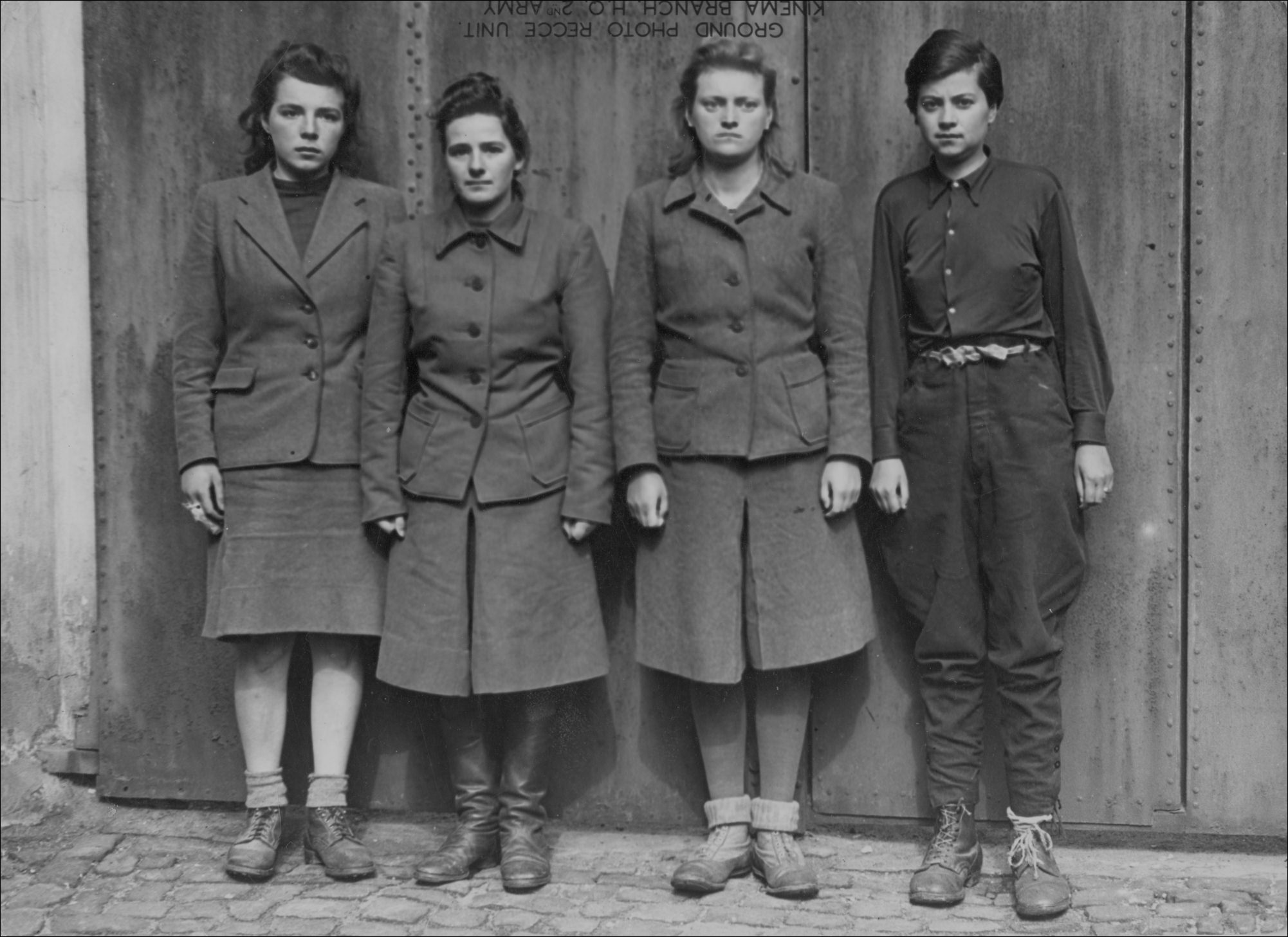
Наглядачки Берген-Бельзена після арешту. Кольманн — крайня праворуч.
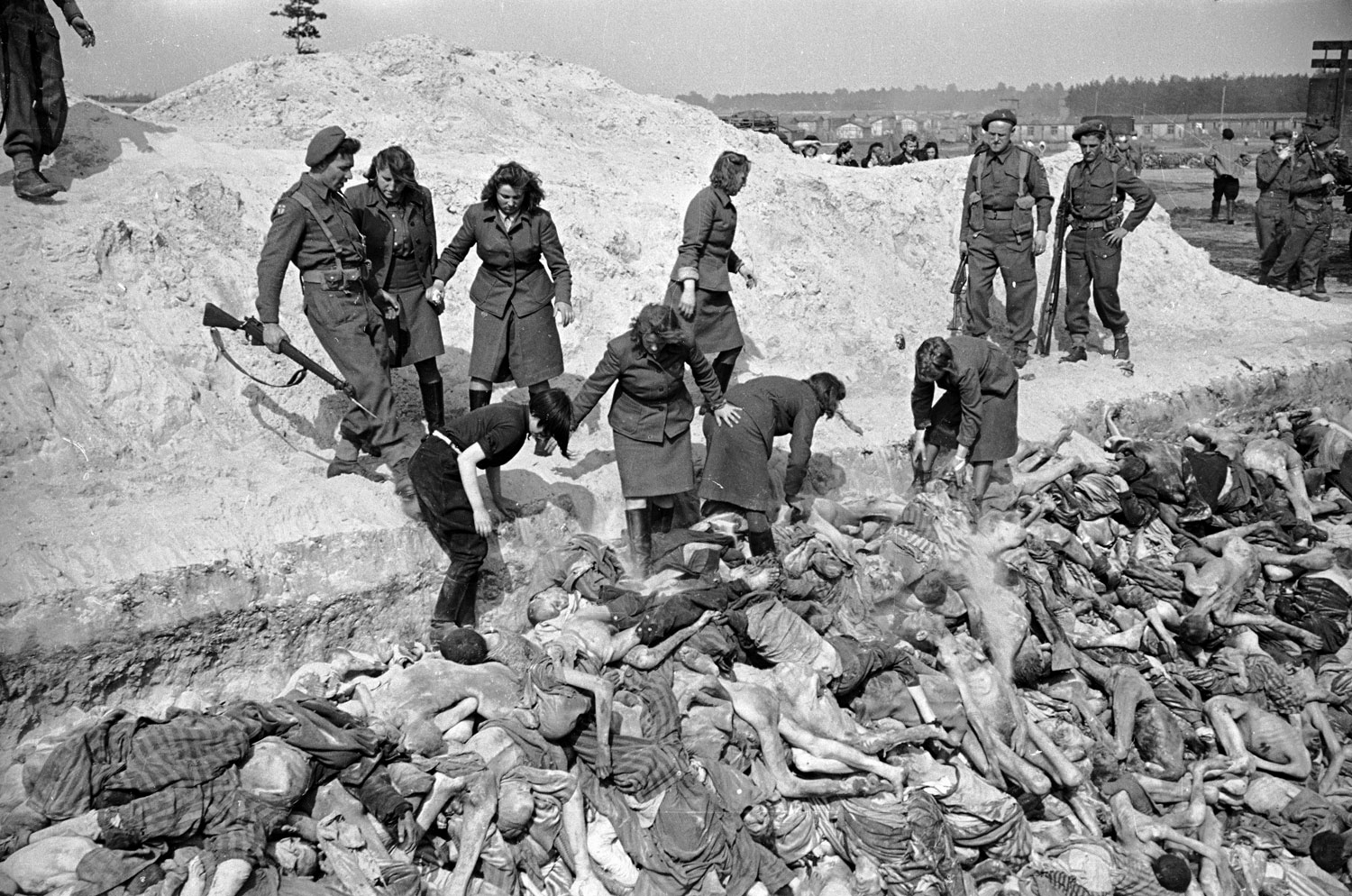
Кольманн та інші наглядачки ховають загиблих в'язнів.